# Маленькі негідники
Маленькі негідники (англ. The Little Rascals) — американська кінокомедія режисерки Пенелопи Сфіріс 1994 року.

## Сюжет
Група хлопчиків на чолі зі Спанкі організовують власний чоловічий клуб жінконенависників. Серед членів клубу опиняється й Альфальфа, який, як на біду, закохався й запросив свою обраницю Дарлу на побачення. Подібна поведінка суперечить правилам учасників клубу, і вони не мають наміру з цим миритися.

## У ролях
- Тревіс Тедфорд — Спанкі
- Бак Голл — Альфальфа
- Кевін Джамал Вудс — Стімі
- Джордан Варкол — Фроггі
- Росс Беглі — Бакгерт
- Бріттані Ештон Голмс — Дарла
- Блейк МакІвер Евінг — Волдо Джонсон III
- Мел Брукс — банківський клерк
- Ліа Томпсон — місс Робертс
- Деріл Ганна — місс Кребтрі
- Ріба Макінтайр — Фергустон
- Вупі Голдберг — мати Бакгерта
- Дональд Трамп — батько Волдо